# Guillaume Courtois

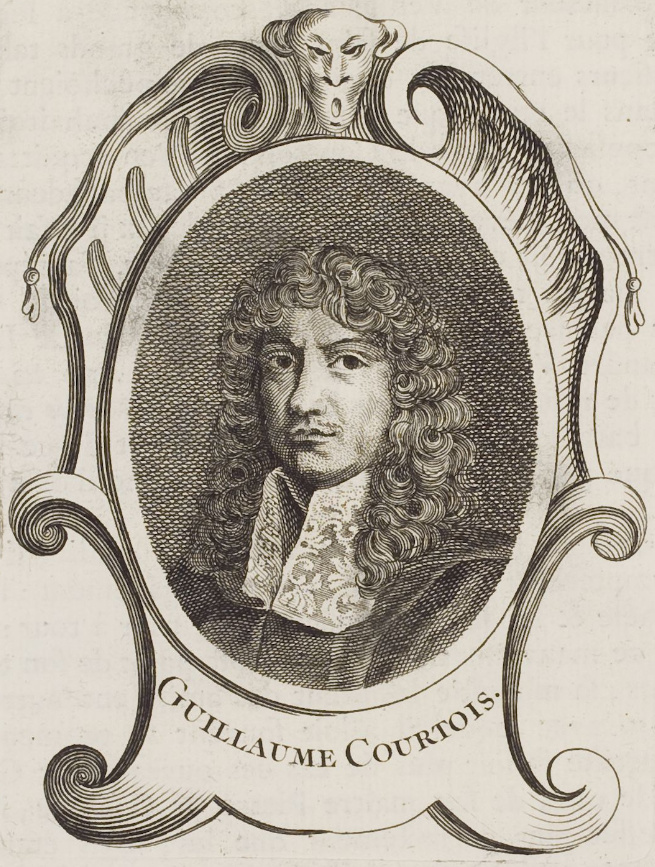
Guillaume Courtois

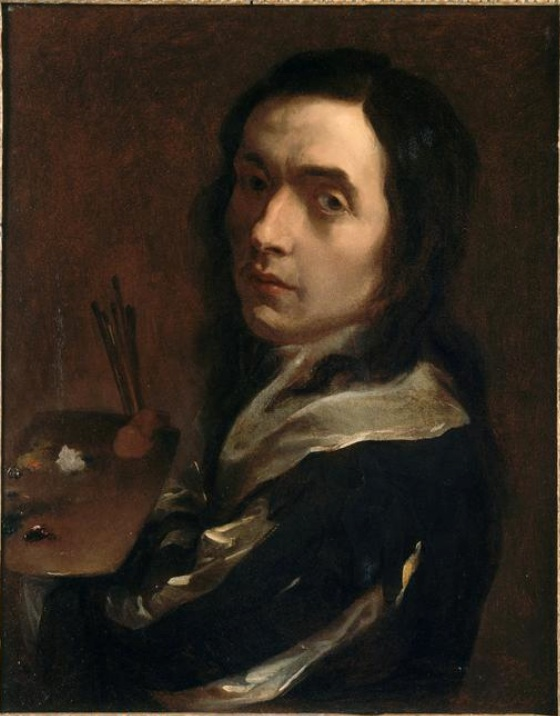
Vermutliches Selbstbildnis

Guillaume Courtois, auch Cuglielmo Cortese und il Borgognone (* 1628 in Saint-Hippolyte (Doubs), Franche-Comté; † 14. Juni 1679 in Rom) war ein italienischer Historien- und Kirchenmaler französischer Herkunft.
Guillaume Courtois, Sohn des Malers Jean-Pierre Courtois kam früh nach Rom und wurde Schüler des Pietro da Cortona, dessen Stil er übernahm. Zu seinen ersten öffentlichen Arbeiten gehören die beiden Fresken aus dem Leben des Heiligen Markus an den Mittelschiffwänden der Kirche San Marco in Rom (letztes Fresko rechts und erstes Fresko links), die er im Auftrag des venezianischen Botschafters Niccolò Sagredo 1653 ausführte. In derselben Kirche hat er auch die seitlichen Fresken in der Tribüne sowie die Wandgemälde in der Kapelle gemalt. In der Kirche San Giovanni im Lateran malte er in der fünften Kapelle links ein großes Altarfresko. Sein Lehrer Cortona verschaffte ihm auch den Auftrag des Papstes Alexander VII., eines der Fresken in der Galerie des Quirinalspalastes zu malen (die Schlacht des Josua, Jos 6 ). In der Basilika Santa Prassede malte er das Altarbild der ersten Kapelle links, sowie das Deckenfresko in der zweiten Kapelle rechts. In Sant’Andrea al Quirinale malte er Hauptaltarbild. Sein letztes Werk war das (heute verschollene) Hauptaltargemälde für die ehemalige Kirche Santa Marta am Collegio Romano. Er war auch als Radierer tätig, jedoch erlangte sein graphisches Werk nicht die Bedeutung wie seine Malerei.  Es ist nur ein Blatt bekannt, welches er nach eigenem Entwurf radiert hat (Die Pest).
Courtois war seit dem 1. Juli 1657 Mitglied der Accademia di San Luca. Er heiratete am 22. September 1672 Felice Renzi und ist in Sant’Andrea delle Fratte begraben.
Seine Brüder Jacques und Jean-Baptiste erlangten ebenfalls Bekanntheit als Künstler.